# Paul Haddacks
Sir Paul Kenneth Haddacks (ur. 27 października 1946), gubernator (Lieutenant Governor) Wyspy Man. Na stanowisko mianowany został 17 października 2005 przez królową Elżbietę II, jako sprawującą funkcję Lorda of Man. Funkcję pełnił do 1 kwietnia 2011, rezydował w Government House. 
Haddacks kształcił się w szkołach wojskowych. W 1964 wstąpił do Royal Navy. Był następnie instruktorem w kilku szkołach oficerskich. W 1990 walczył Zatoce Perskiej w czasie wojny z Irakiem. 
W 1994 zaczął pracę w strukturach NATO. W 1997 został brytyjskim przedstawicielem wojskowym w Kwaterze Głównej NATO. W 2001 został dyrektorem Międzynarodowego Personelu Wojskowego NATO.
Służbę wojskową zakończył pod koniec 2004. 17 października 2005 został gubernatorem wyspy Man, pracę na tym stanowisku zakończył 1 kwietnia 2011. Uhonorowany Orderem Łaźni.